# Jacobikerk (Warsingsfehn)
De Jacobikerk (Jacobikirche) is de kerk van de lutherse gemeente in Warsingsfehn, een Ortsteil in de Oost-Friese gemeente Moormerland (Nedersaksen). Het kerkgebouw werd gedurende de geschiedenis herhaaldelijk verbouwd. Sinds 1994 werd het bedehuis naar besluit van de kerkenraad de naam Jacobikerk gegeven.

## Geschiedenis
Warsingsfehn is een relatief jonge plaats en werd pas na de Kerstvloed van 1717 gesticht en naar de grondlegger Gerhard Warsing vernoemd. In kerkelijk opzicht behoorden de inwoners bij de lutherse gemeente van Hatshausen en de hervormde gemeente van Neermoor. De tegenstellingen die hieruit voortkwamen leidde uiteindelijk in 1822 tot een opsplitsing van het gebied: Rorichmoor en Warsingsfehnpolder werden bij het calvinistische Neermoor ingedeeld, terwijl Warsingsfehn bij het lutherse Hatshausen werd ingedeeld. Op 30 november 1892 werd de kerkelijke gemeente van Warsingsfehn opgericht en met de aankoop van een stuk grond kon in 1894 worden begonnen met de bouw van een eerste eigen kerkgebouw. Al binnen een jaar werd de nieuwbouw voltooid, alhoewel de kerk aanvankelijk geen toren kende.
Op 7 september 1900 werd de gemeente een geheel zelfstandige gemeente. In 1907 werden enkele ruimten aangebouwd, in 1913 een kerkhof ingewijd en in 1928 volgde de aanbouw van een koor. De bouw van een kerktoren aan het kerkschip vond naar een ontwerp van de architect Buscher uit Detern in 1929 plaats.
In de jaren 1978-1979 werd een nieuwe pastorie naast de kerk gebouwd en werd de oude pastorie verbouwd tot een kerkelijk centrum voor de gemeente. Daarnaast werd een tweede pastorie aangekocht voor een tweede predikant, die echter in 2000 weer verkocht werd. In hetzelfde jaar werden de kerk binnen geheel gerenoveerd en nieuwe banken geplaatst. Ter vervanging van de verkochte pastorie vond in 2002 nieuwbouw plaats. In de jaren 2004-2005 werd het gemeentelijke centrum gerenoveerd en uitgebreid met een aanbouw van een bibliotheek en andere ruimten en kwam een verbinding met de kerk tot stand.

## Beschrijving
De hoofdingang van de kerk bevindt zich aan de westelijke kant van de toren. Op een rechte hoek is hier ook de oude pastorie (het huidige kerkelijke centrum) aangebouwd. Tussen de met lisenen versierde zuidelijke muur bevinden zich vijf rondboogramen. Het koor heeft twee ramen. Het lage kerkschip bezit een houten tongewelf.

## Interieur

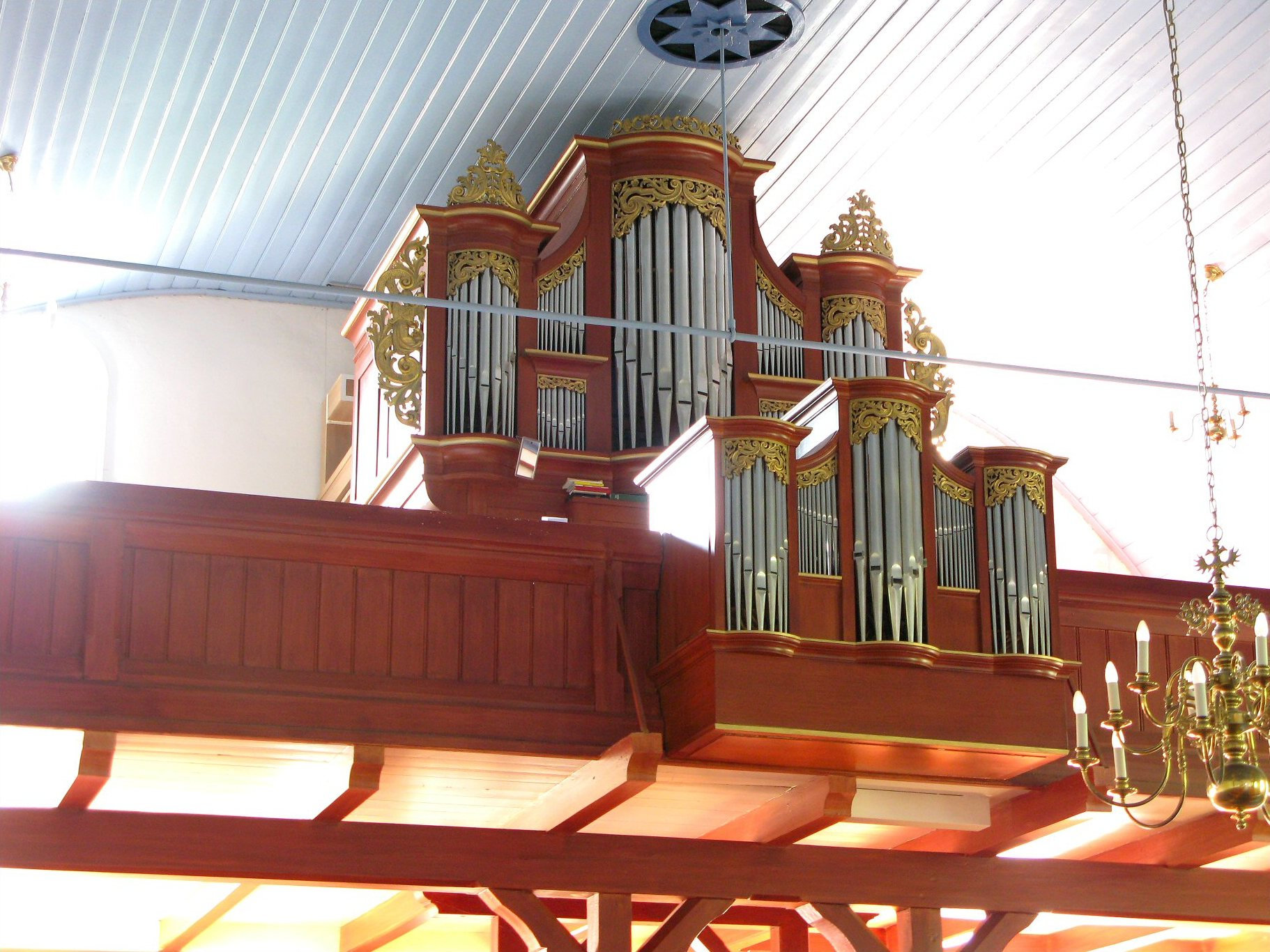
Orgel

De kansel staat rechts van het koor opgesteld en dateert uit het bouwjaar van de kerk. Het altaar is centraal in het in 1928 aangebouw koor aangelegd. Uit 1930 stamt het doopvont, dat uit de opbrengst van de verkoop van een geschonken muntenverzameling kon worden aangeschaft. Het oude doopvont werd toen aan de gemeente Endtlowini in de Zuid-Afrikaanse provincie Natal geschonken. In de kerk hangen vijf kroonluchters.
Voorts bezit de kerk een door dr. Butenberg geschonken votiefschip. Het in de jaren 2001-2002 weer heropende koorvenster bevat een raam van de Londense kunstenaar Graham Jones en heeft betrekking op het Bijbelse verhaal van Jezus Die de storm stilt.

## Orgel
Na de voltooiing van de kerk werd er een Estey-orgel in de kerk opgesteld. Twee jaar later werd dit instrument vervangen door een reeds bestaand kerkorgel van Gerd Sieben Janssen, dat uit de Christuskerk te Hollen afkomstig was en daar tussen 1840 en 1850 werd gebouwd. Op 1 december 1957 werd in plaats van dit orgel een instrument van de orgelbouwfirma Alfred Führer uit Wilhelmshaven gebouwd. Van het Janssen-orgel bleef de orgelkas van het hoofdwerk bewaard, het rugpositief werd nieuw toegevoegd. In de jaren 2003-2004 volgde een grondige renovatie door Führer.

## Zie  ook
- Lijst van historische kerken in Oost-Friesland